# Pelarförklyftning

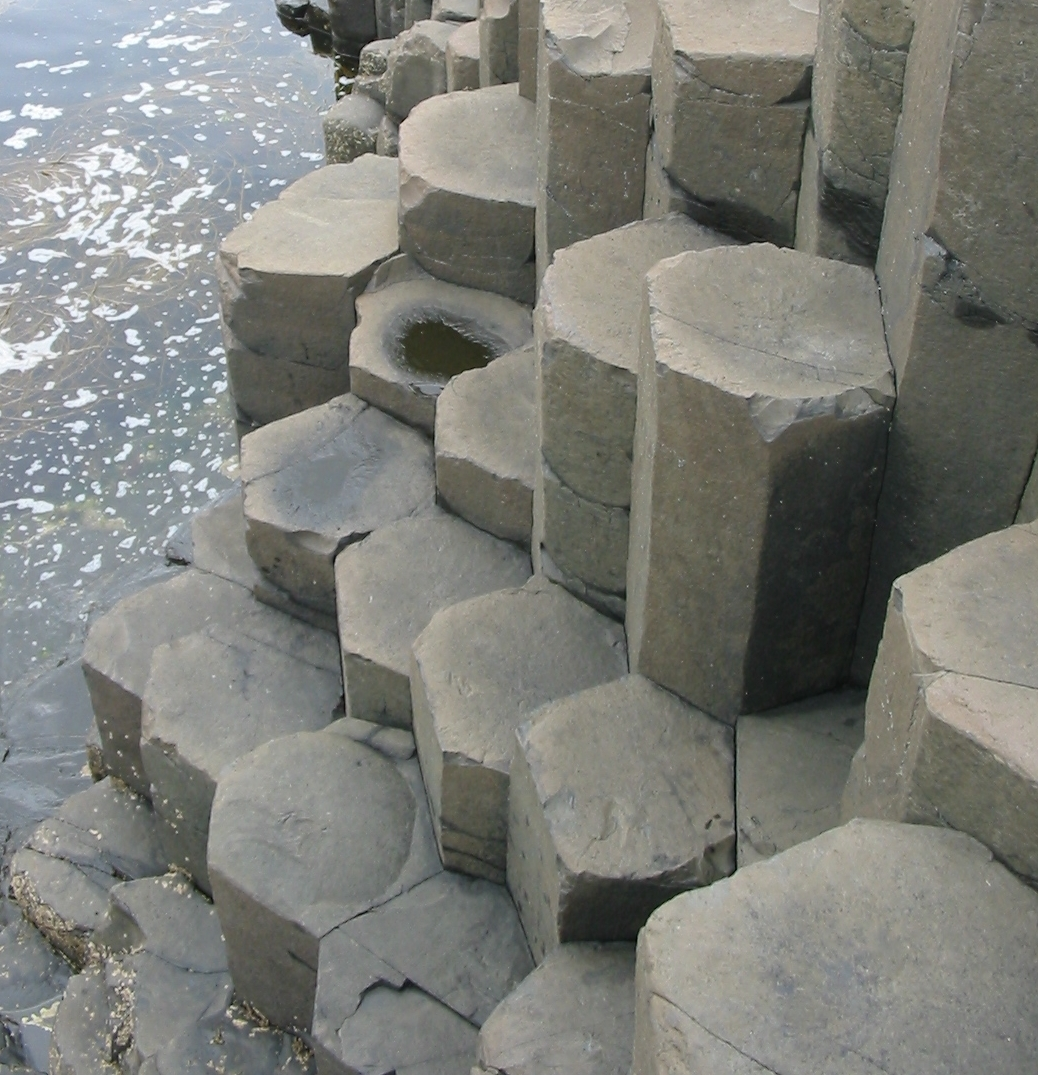
Pelarförklyftning från Giant's Causeway, Irland.

Pelarförklyftning är en typ av förklyftning. Förklyftning bildas genom att en bergart spricker i tunna eller helt slutna sprickor eller svaghetszoner. Pelarförklyftning blir till genom att sprickor uppstår på grund av krympning när lavan svalnar. 
När väl en spricka har uppstått fortsätter den att växa. Sprickorna uppstår vinkelrätt mot den kallaste ytan och bildar då pelarlika formationer.
Vanligast är dessa formationer sexsidiga, men de kan ha mellan 3 och 8 sidor. Diametern hos dem är allt från några centimeter till omkring 3 meter. Pelarna är oftast mer eller mindre parallella och raka, men böjda formationer förekommer också. Man tror att böjda formationer uppkommer genom att flytande lava kommer i kontakt med vatten, till exempel om ett basaltflöde dämmer upp en flod. 
Pelarförklyftning kan uppstå i lavaflöden, tuffer och intrusioner hos många sorters magmor.

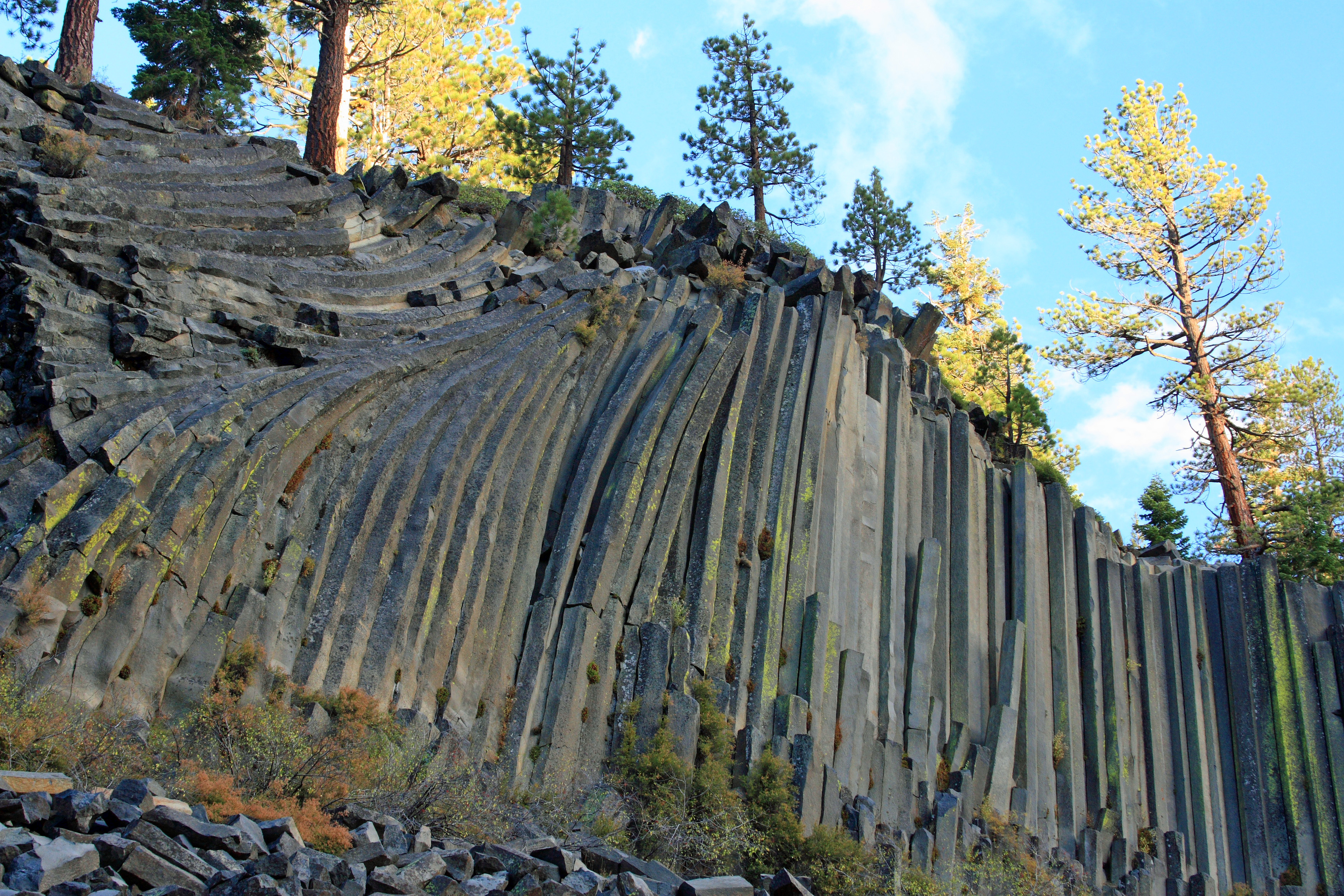
Raka och böjda pelarförklyftningar i Devils Postpile i Kalifornien, USA.
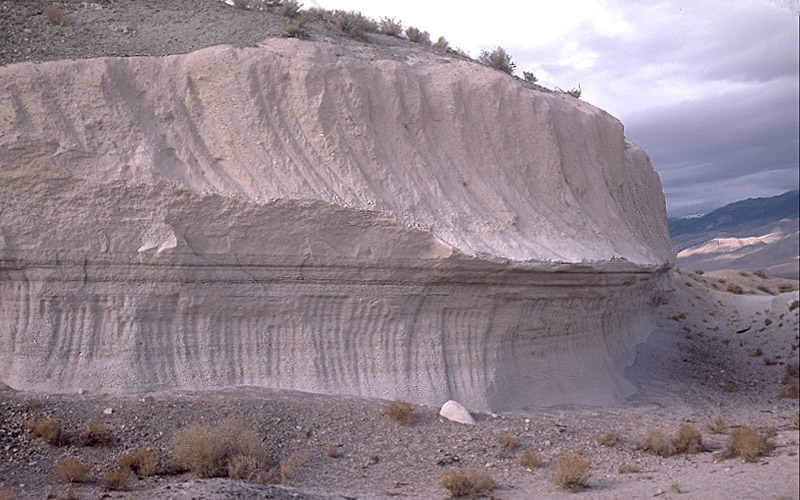
The Bishop Tuff.
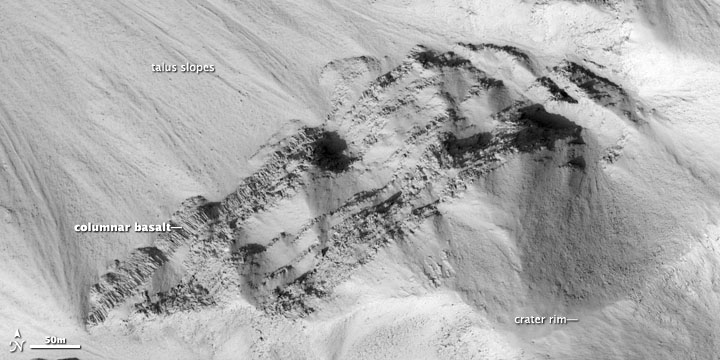
Pelarförklyftningar på Mars.

## Förekomst

### USA
En av de mest välkända förekomsterna av pelarförklyftning är Devils Tower i Wyoming, och i samma delstat kan man även hitta förekomster i Sheepeater Cliff i Yellowstone nationalpark. I Kalifornien kan man hitta Devils Postpile, The Bishop Tuff samt förekomster i staden Dunsmuir. I Idaho kan man hitta pelarförklyftningar i Craters of the Moon och i New Jersey i Orange Mountains. I Oregon, Washington och Idaho finns det förekomster i flodbasalter vid Columbiafloden. I Makuopuhi Crater på Kilauea i Hawaii finns pelarförklyftningar som numera inte syns för att de blivit begravda av ett vulkanutbrott för inte så länge sedan.

#### Devil's Tower

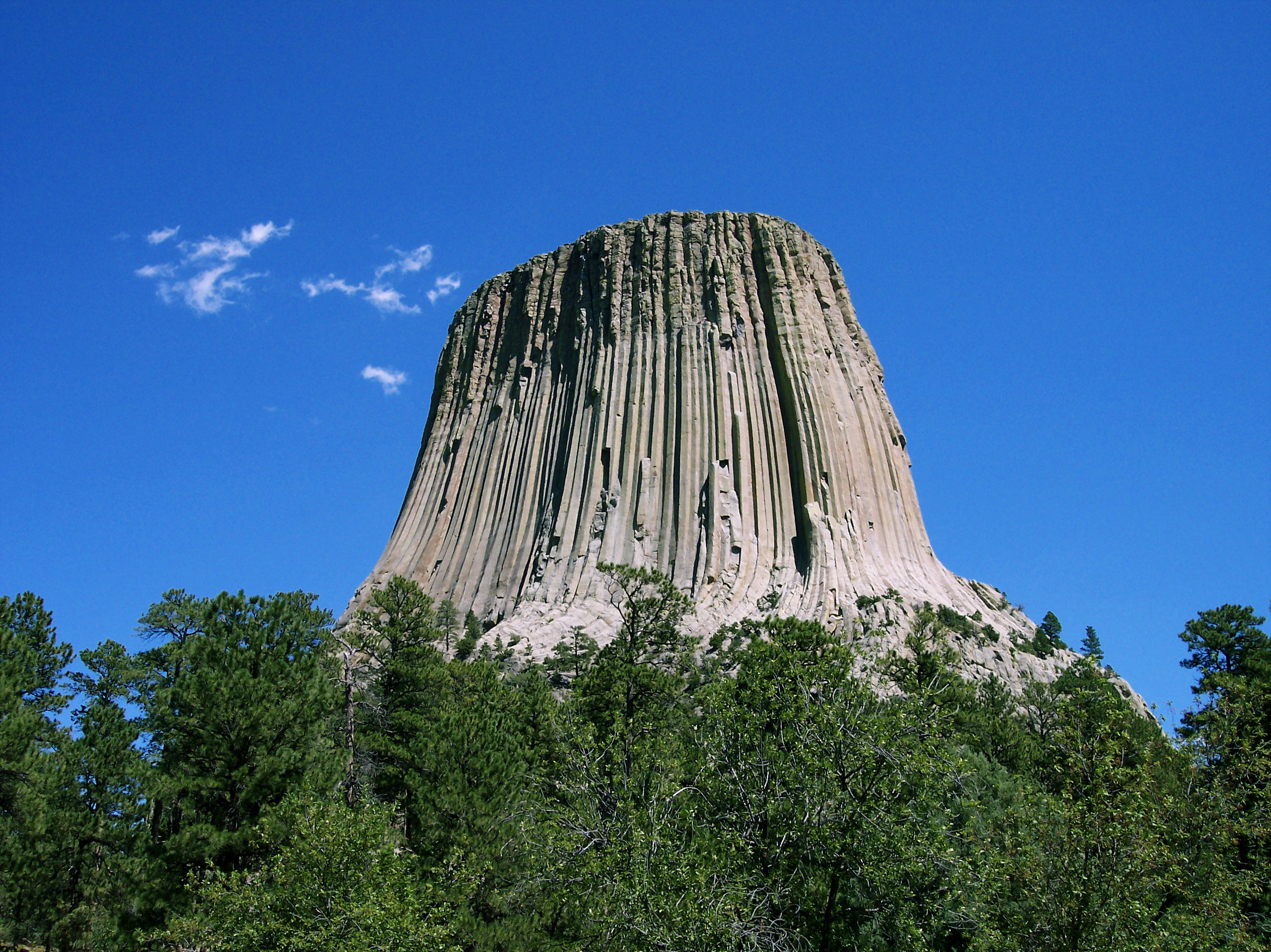
Devil's Tower

Devil's Tower är en klippa av den sällsynta bergarten fonolit med pelarförklyftningar i nordöstra Wyoming. Man tror att klippan är de eroderade resterna av ett ytligt intrusiv som bildats på ett djup av 200 till 1000 meter som bildades för omkring 40 miljoner år sedan. Man vet inte vilken typ av intrusion som format klippan eller om magman från intrusivet någonsin kom upp till ytan. Man har teorier om att det kan vara en vulkanisk plugg, en lakkolit eller ett mindre magmatiskt intrusiv. Några rester av vulkaniskt material, som lavaflöden eller aska, har man inte hittat i området, men det är möjligt att sådant material har eroderat bort.
De flesta av pelarna är sexsidiga, men det finns även 4-, 5- och 7-sidiga pelarformationer. Pelarna liknar de som formar Devil's Postpile men är mycket större.

#### Devils Postpile
Devils Postpile består av pelarbasalt som ursprungligen utgjordes av en lavasjö skapad av ett lavaflöde som hade sitt ursprung från en öppning några kilometer norr om platsen. Till nyligen trodde man att bergartsmassan blev till för omkring en miljon år sedan, men senare forskning har visat att den antagligen bildades för mellan 80 000 och 100 000 år sedan.

#### The Bishop Tuff
The Bishop Tuff är en bergartsmassa i Kalifornien gjort av en kristallrik ryolitisk tuff bildad av aska pimpstens lapilli. Tuffen bildades för 760 000 år sedan under ett av jordens största vulkanutbrott. Som störst är tjockleken av bergartsmassan 1 500 meter och den sammanlagda massan hos kroppen tros vara omkring 600 km3. Vulkanutbrottet som skapade bergartskroppen tros ha varat i sex dagar.

### Storbritannien
Giants Causeway på Irland och på Staffa med Fingals grotta i Skottland är två välkända platser där pelarförklyftning förekommer.

#### Giant's Causeway

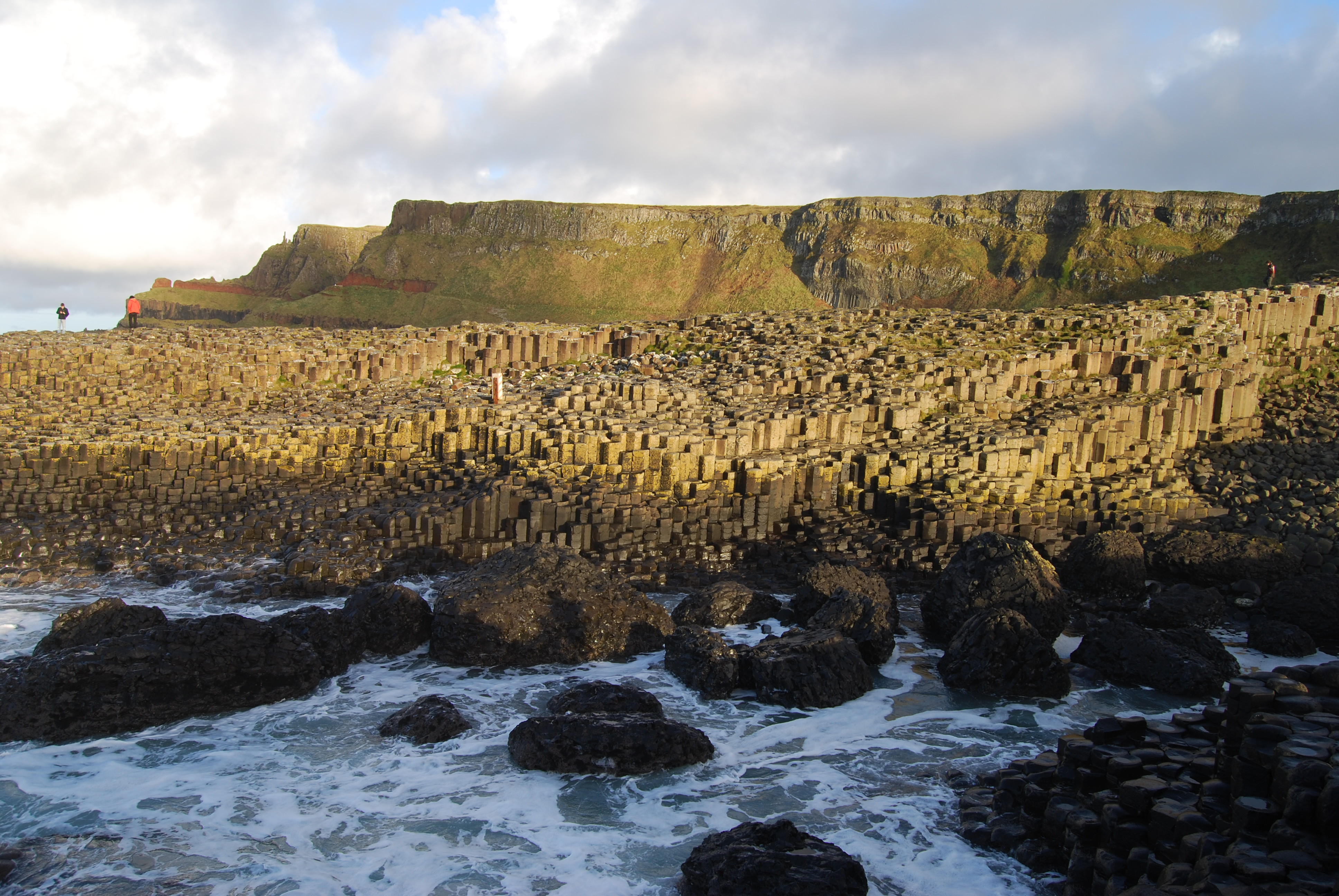
Giant's Causeway

Giant's Causeway (iriska: Clochán An Aifir) kallas ett klipparti med över 40 000 pelarformationer som ligger på Irlands nordkust. Pelarna skapades för omkring 60 miljoner år sedan och de flesta är 6-sidiga. Platsen är ett naturreservat och Nordirlands enda plats i Unescos världsarvslista. Enligt en legend skall en jätte kallad Finn McCool ha skapat Giants Causeway.

#### Staffa
Staffa är med sina 33 hektar en av de minsta öarna i Hebriderna. Vid en period på 1700-talet bodde det 16 personer på den numera obebodda ön som dock besöks av många turister. Hela ön är av vulkaniskt ursprung. Underst består ön av tuff, sedan finkornig basalt med pelarförklyftningar och över detta ett lager av basaltisk lava utan kristallin struktur. 

### Sverige
I Sverige kan man hitta pelarförklyftning vid Rallate i Svalövs kommun i Skåne. Man kan i ett område hitta en basaltkupp med ett hundratal pelare synliga. De är fem- eller sexkantiga och 2–3 decimeter i diameter och till längden någon meter.